# Province de Haute-Silésie
Pour les articles homonymes, voir Silésie (homonymie).
Ne doit pas être confondu avec Haute-Silésie (région historique).

La province de Haute-Silésie (en rouge) au sein de l'État libre de Prusse (en crème) en 1925.

La province de Haute-Silésie (en allemand : Provinz Oberschlesien) fut une province de l'État libre de Prusse, un ancien Land de la république de Weimar et le Troisième Reich. Elle eu pour capitale la ville d'Opole (Oppeln) et elle exista de de 1919 à 1938 et de 1941 à 1945. Son territoire correspondait à celui de la région historique de Haute-Silésie constituée par des duchés d’Opole et de Ratibor, fondées par des princes polonais de la dynastie Piast.

## Historique
En accord avec le traité de Versailles, les territoires polonais occupés par l'Allemagne furent restitués à l'État polonais reconstitué après 123 ans de partage entre les empires russe, allemand et austro-hongrois; toutefois, en vertu de l’article 88 du traité, le sort de la Haute-Silésie, qui représentait un enjeu industriel important du fait de la présence de mines de charbon et de hauts fourneau, fut déterminé par un plébiscite. 
Le plébiscite de Haute-Silésie eu lieu le 20 mars 1921. En raison d’importantes tensions opposant Allemands et Polonais dont deux insurrections polonaises et l’intervention de corps francs côté allemand, la Commission interalliée sous la présidence du général français Le Rond est chargée du contrôle d’une campagne électorale émaillée de violences.  Bien que selon le recensement de 1910  les Polonais constituent 60% de la population, les résultats du plébiscite s’avèrent favorables à l’Allemagne, notamment grâce à la venue en masse de votants en principe originaires de la région mais résidant dans d'autres régions d'Allemagne. Ces résultats ne satisfont pas les Polonais qui déclenchent alors une troisième insurrection dans la nuit du 2 au 3 mai 1921 sous le commandement de Wojciech Korfanty. 
L’amnistie générale est prononcée le 25 juin 1921 par la Commission interalliée et le sujet du tracé frontalier est confiée à la Société des Nations. Le 15 mai 1922, par l’Accord germano-polonais sur la Silésie orientale, signé à Genève et prenant effet le 20 juin 1922, l'Allemagne conserva 70% du territoire de la Haute-Silésie et 54% de sa population, mais la République polonaise récupère la partie où se trouve l'essentiel de l'industrie autour de Katowice, Lubliniec, Pszczyna, Rybnik, Świętochłowice et Tarnowskie Góry.
Après l'invasion de la Pologne par l'Allemagne en 1939, les territoires polonais de la Haute-Silésie furent de nouveau annexés par l'Allemagne du Troisième Reich. 
Après la défaite allemande (1945), la Silésie fut attribuée à la Pologne et les Allemands quittèrent cette région

## Administration

### Hauts-présidents
- 1919–1922 : Joseph Bitta, Zentrum
- 1923–1929 : Alfons Proske, Zentrum
- 1929–1933 : Hans Lukaschek, Zentrum
- 1933–1934 : Helmuth Brückner, NSDAP
- 1935–1938 : Josef Wagner, NSDAP
- 1941–1945 : Fritz Bracht, NSDAP

### Subdivisions administratives

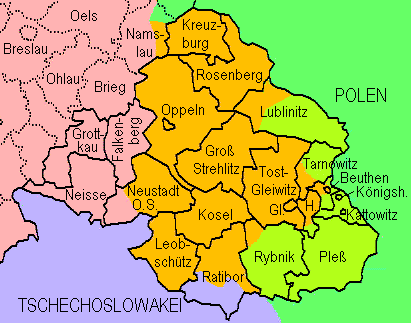
Les arrondissements du district d'Oppeln (en orange), après le plébiscite de 1921.

Le territoire de la province coïncide avec celui du district d'Oppeln (en allemand : Regierungsbezirk Oppeln) de l'ancienne province de Silésie du royaume de Prusse, à l'exception de la zone orientale que l'Allemagne avait dû céder à la Pologne. 
Ce districts était subdivisé en arrondissements (Kreise) portant le nom de leur chef-lieu. Un arrondissement était : soit urbain, soit rural. Un arrondissement urbain (Stadtkreis) comprenait une ville, ou commune urbaine (Stadtgemeinde). Un arrondissement rural (Kreis ou Landkreis) comprenait des communes rurales (Landgemeinden) et, le cas échéant, une ou plusieurs villes, ou communes urbaines (Stadtgemeinde).